# Румянцев, Александр Степанович
Александр Степанович Румянцев (1923—1997) — полковник Советской Армии, участник Великой Отечественной войны, Герой Советского Союза (1943).

## Биография
Александр Румянцев родился 18 июля 1923 года в деревне Черногубцево (ныне — Гагаринский район Смоленской области). Окончил среднюю школу. В июне 1941 года Румянцев был призван на службу в Рабоче-крестьянскую Красную Армию. В том же году он окончил Могилёвское пехотное училище. С мая 1942 года — на фронтах Великой Отечественной войны.
К сентябрю 1943 года лейтенант Александр Румянцев командовал взводом противотанковых ружей 109-го стрелкового полка 74-й стрелковой дивизии 13-й армии Центрального фронта. Отличился во время битвы за Днепр. В сентябре 1943 года взвод Румянцева успешно переправился через Десну в районе села Оболонье Коропского района Черниговской области Украинской ССР, а затем через Днепр в районе деревни Колыбань Брагинского района Гомельской области Белорусской ССР. В боях на плацдарме на западном берегу Днепра взвод Румянцева уничтожил в общей сложности 4 танка, 1 бронемашину и около 40 солдат и офицеров противника, а также сбил 2 вражеских самолёта.
Указом Президиума Верховного Совета СССР от 16 октября 1943 года за «образцовое выполнение боевых заданий командования на фронте борьбы с немецкими захватчиками и проявленные при этом мужество и героизм» лейтенант Александр Румянцев был удостоен высокого звания Героя Советского Союза с вручением ордена Ленина и медали «Золотая Звезда» за номером 1864.
После окончания войны Румянцев продолжил службу в Советской Армии. В 1952 году он окончил Военную академию имени М. В. Фрунзе. В 1961 году в звании полковника Румянцев был уволен в запас. Проживал в Днепропетровске. Скончался 2 апреля 1997 года, похоронен в Днепре, на Левобережном кладбище.
Был также награждён двумя орденами Отечественной войны 1-й степени, двумя орденами Красной Звезды и рядом медалей.